# Gabinete de Transição Presidencial do Brasil
O Gabinete de Transição Presidencial do Brasil, também conhecido por Gabinete do Presidente Eleito do Brasil, é um órgão transitório cujo objetivo legal é permitir a atuação conjunta de integrantes da equipe designada pelo Presidente eleito com a Administração corrente, garantindo à nova Administração a oportunidade de atuar no programa de governo do novo Presidente da República desde o primeiro dia do seu mandato, preservando a sociedade do risco de descontinuidade de ações de grande interesse público.

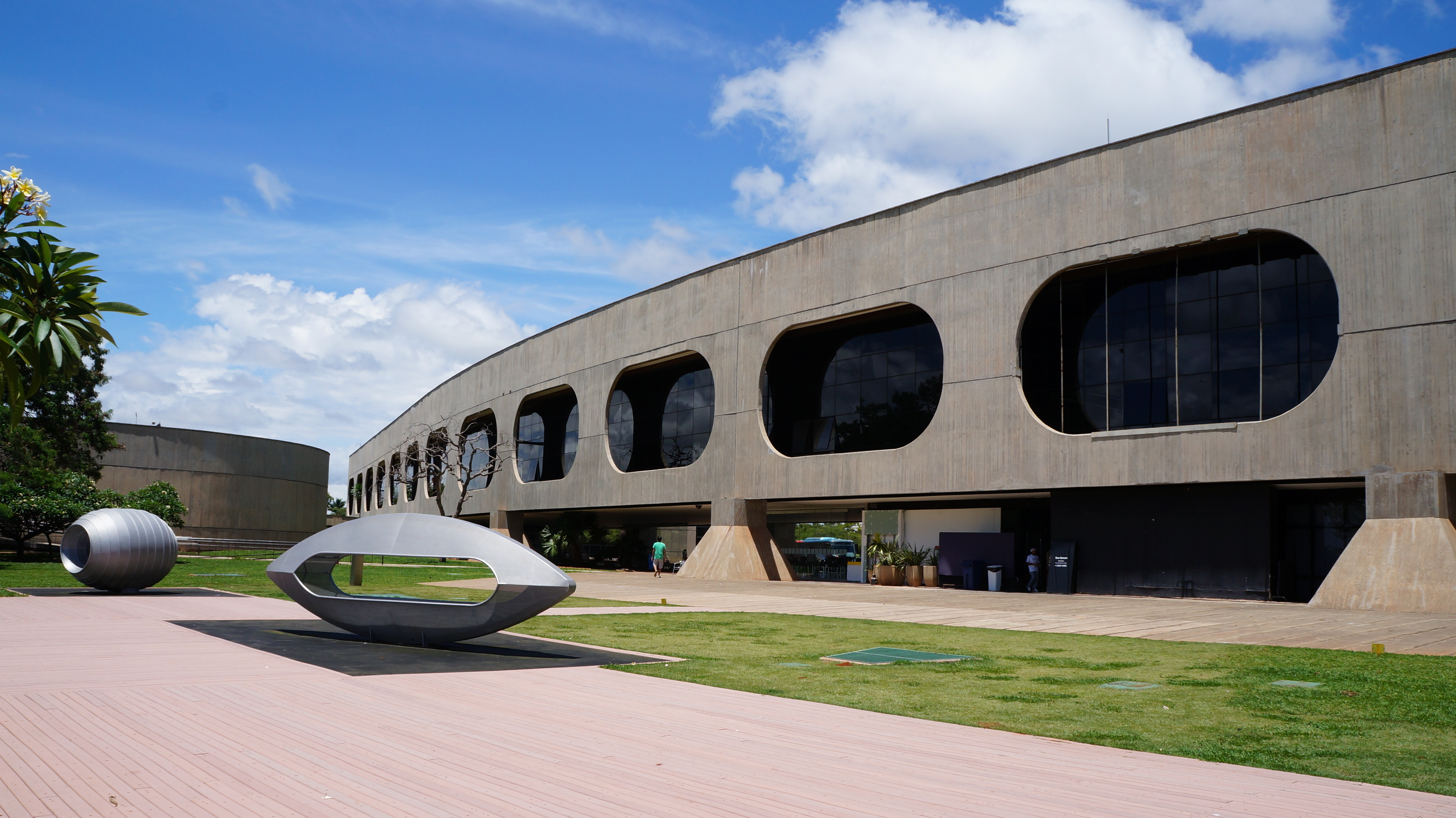
Desde 2002 as transições têm funcionado no edifício do Centro Cultural Banco do Brasil, de Brasília.

O Gabinete funciona no Centro Cultural Banco do Brasil (CCBB), em Brasília,, no Edifício Tancredo Neves, projetado por Oscar Niemeyer e inaugurado em 12 de outubro de 2000 para abrigar a área de educação do CCBB na capital federal.

## História
O Gabinete do Presidente Eleito do Brasil foi uma criação do Governo de Fernando Henrique Cardoso (PSDB) após a necessidade de transição técnica ser apontada por estudos de ordem interministerial do governo brasileiro que resultou na medida provisória nº 76, de 25 de outubro 2002, convertida pelo Congresso Nacional do Brasil na lei federal 10.609, de 20 de dezembro de 2002.

## Nomeações e funcionamento do gabinete

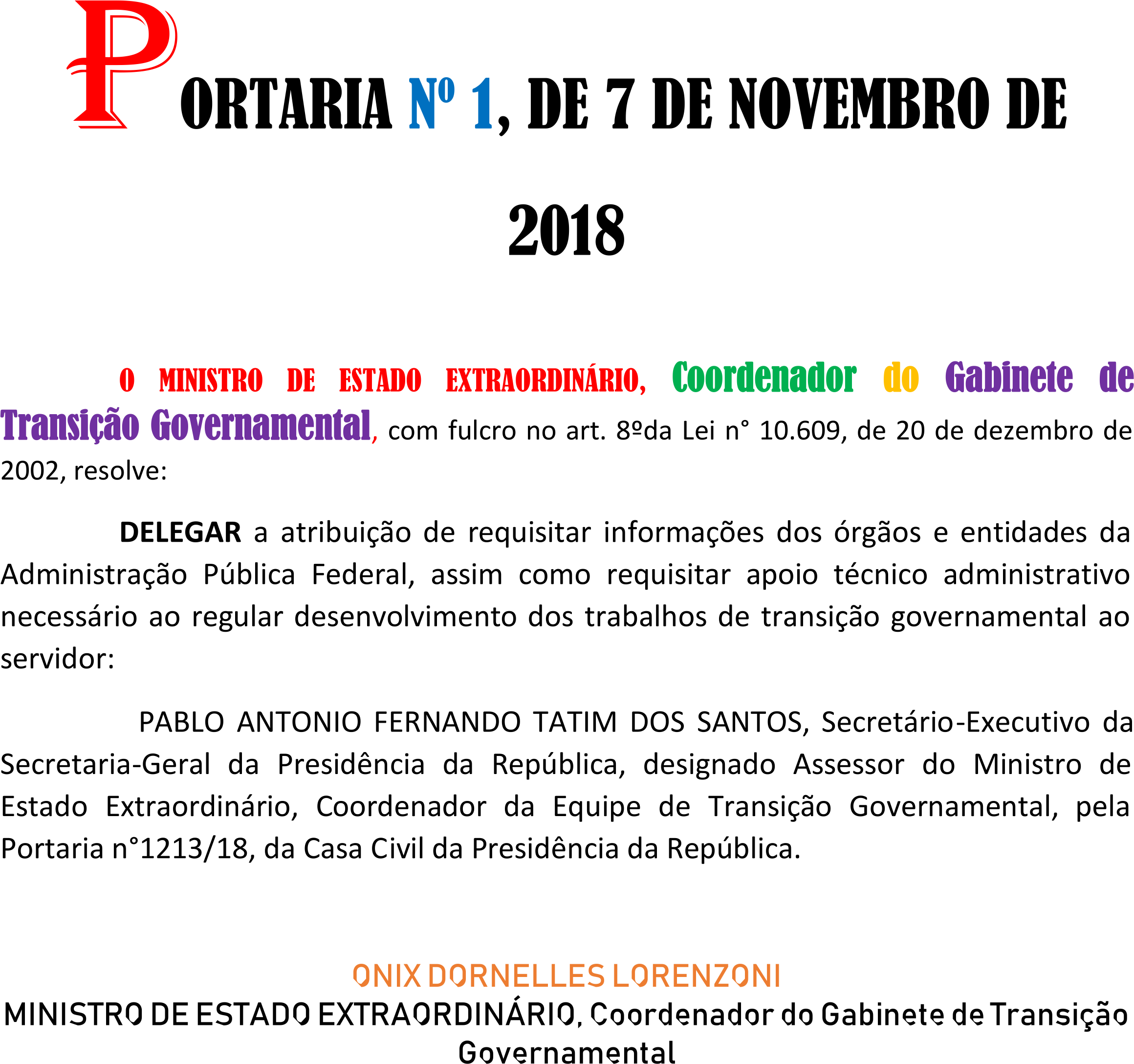
Refeitura da Portaria nº 1 do Ministro de Estado Extraordinário, Coordenador do Gabinete de Transição Governamental de 2018.

O artigo 4º da lei 10.609 possibilita a criação de cinquenta cargos comissionados, denominados Cargos Especiais de Transição Governamental (CETG) , indicados pelo Presidente eleito e nomeados pelo governo a ser sucedido e os nomeados atuarão somente no exercício privativo da equipe de transição.
- Os membros da equipe de transição serão indicados pelo candidato eleito e terão acesso às informações relativas às contas públicas, aos programas e aos projetos do Governo federal.

- A equipe de transição será supervisionada por um Coordenador, a quem competirá requisitar as informações dos órgãos e entidades da Administração Pública federal.

- Caso a indicação de membro da equipe de transição recaia em servidor público federal, sua requisição será feita pelo Chefe da Casa Civil da Presidência da República e terá efeitos jurídicos equivalentes aos atos de requisição para exercício na Presidência da República.

- O Presidente da República poderá nomear o Coordenador da equipe de transição para o cargo de Ministro Extraordinário, nos termos do artigo 37 do Decreto-Lei no 200, de 25 de fevereiro de 1967, caso a indicação recaia sobre membro do Poder Legislativo Federal.

### Transição de 2018
Na transição de 2018 a organização interna e o funcionamento foi disciplinado pela portaria nº 2, de 8 de novembro de 2018, da seguinte forma:
- I - Grupos Técnicos;
- II - Conselho de Transição Governamental:

a) Secretaria-Executiva do Conselho de Transição Governamental; e
b) Secretaria-Executiva Adjunta do Conselho de Transição Governamental.
- III - Gabinete do Ministro de Estado Extraordinário Coordenador do Gabinete de Transição:

a) Assessoria Especial;
b) Coordenação de Assuntos Jurídicos; e
c) Coordenação de Comunicação Social.
- IV - Secretaria-Geral do Gabinete de Transição Governamental:

a) Coordenação de Segurança Institucional;
b) Coordenação de Administração;
c) Coordenação de Gestão Interna;
d) Coordenação de Agenda do Presidente da República eleito; e
e) Cerimonial.

### Transição de 2022

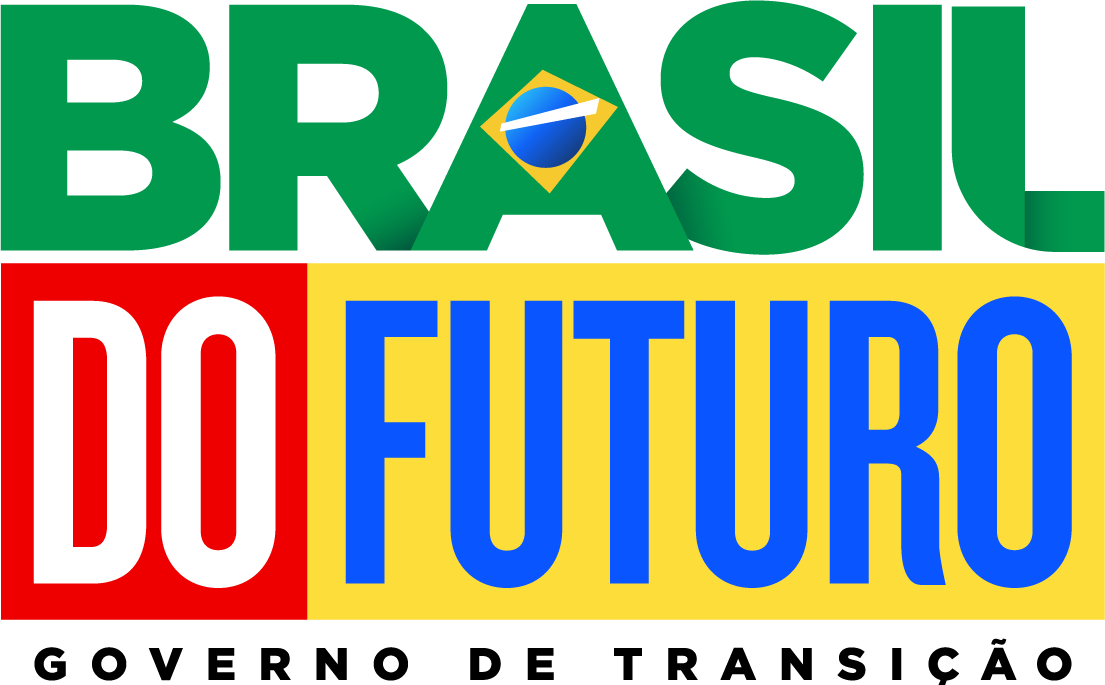
Logomarca da transição de 2022.

O Gabinete de Transição de 2022 é um colegiado técnico e político que possui o objetivo de reunir dados sobre o funcionamento e a atuação dos órgãos e entidades que compõe a Administração Pública Federal e preparar os atos a serem produzidos pelo Presidente eleito durante as eleições de outubro de 2022. Ele é composto por 31 Grupos Técnicos, responsáveis pela produção de um relatório final, com diagnóstico abrangente de cada área, reunindo informações sobre o funcionamento e a atuação dos órgãos e entidades que compõem a Administração Pública Federal. 
Os integrantes desse colegiado são as 50 pessoas que ocupam um dos cargos especiais de transição governamental (CETG) mais os membros voluntários que podem ser convidados para participar da equipe no limite de 15 colaboradores voluntários por grupo técnico, conforme o previsto na Portaria CETG nº 1/2022. Considerando que o Gabinete de 2002 possui 31 Grupos Técnicos, pela legislação vigente, a equipe de transição pode chegar até 465 membros, sem incluir os servidores públicos requisitados para assessorar tecnicamente o grupo.
O Gabinete de Transição de 2022 foi oficialmente instalado em 8 de novembro de 2022, chefiado pelo vice-presidente eleito, Geraldo Alckmin, nomeado Coordenador da Equipe de Transição de Governo-2022-2023. Ele se destaca em relação aos anteriores por reunir a maior grande quantidade de integrantes desde a promulgação da Lei federal nº 10.609/2002, tendo 283 membros, sendo que somente 50 destes integrantes seriam remunerados, sendo os demais membros voluntários.

#### Estrutura formal da Equipe de Transição de 2022-2023
A estrutura do Gabinete de Transição Governamental está disposta em quatro tipos de membros e em quatro unidades.
Membros do Gabinete de Transição:
- Coordenador;
- servidores públicos nomeados em cargos especiais de transição governamental;
- agentes políticos e servidores públicos requisitados e designados para nele atuarem; e
- colaboradores voluntários, integrantes ou não da Administração Pública Federal.

Unidades que compõem a estrutura organizacional da Equipe de Transição:
- Gabinete do Coordenador: Assessoria Especial e Assessoria de Assuntos Jurídicos;
- Coordenações: Coordenação Executiva (Assessoria de Administração, Assessoria de Orçamento, Assessoria de Comunicação Social, Assessoria de Segurança Institucional e Assessoria de Cerimonial) e Coordenação de Articulação Política.
- Conselho de Transição Governamental; e
- 31 Grupos Técnicos: I - agricultura, pecuária e abastecimento; II - assistência social; III - centro de governo; IV - cidades; V - ciência, tecnologia e inovação; VI - comunicações; VII - cultura; VIII - defesa; IX - desenvolvimento agrário; X - desenvolvimento regional; XI - direitos humanos; XII - economia; XIII - educação; XIV - esporte; XV - igualdade racial; XVI - indústria, comércio e serviços; XVII - infraestrutura; XVIII - inteligência estratégica; XIX - justiça e segurança pública; XX - meio ambiente; XXI - minas e energia; XXII - mulheres; XXIII - pesca; XXIV - planejamento, orçamento e gestão; XXV - povos originários; XXVI - previdência social; XXVII - relações exteriores; XXVIII - saúde; XXIX - trabalho; XXX - transparência, integridade e controle; e XXXI - turismo.

## Lista de chefes das transições
Foram chefes das transições de 2002 até 2022:
| Nº | Chefe do Gabinete de transição | Partido | Início do mandato     | Fim do mandato       | Presidente da República   | Presidente eleito         | Referências e notas |
| -- | ------------------------------ | ------- | --------------------- | -------------------- | ------------------------- | ------------------------- | ------------------- |
| 1  | Antonio Palocci                | PT      | 5 de novembro de 2002 | 6 de janeiro de 2003 | Fernando Henrique Cardoso | Luiz Inácio Lula da Silva | [ 19 ]              |
| 2  | Michel Temer                   | PMDB    | 2 de novembro de 2010 | 1 de janeiro de 2011 | Luiz Inácio Lula da Silva | Dilma Rousseff            | [ 20 ]              |
| 3  | Onyx Lorenzoni                 | DEM     | 5 de novembro de 2018 | 1 de janeiro de 2019 | Michel Temer              | Jair Bolsonaro            | [ 21 ]              |
| 4  | Geraldo Alckmin                | PSB     | 3 de novembro de 2022 | 1 de janeiro de 2023 | Jair Bolsonaro            | Luiz Inácio Lula da Silva | [ 22 ]              |